# Ramón José Barros
Ramón José Barros Montero (Santiago de Chile, 5 de marzo de 1958) es un ingeniero agrónomo y político chileno, militante de la Unión Demócrata Independiente (UDI).
En 2001 es electo diputado de Chile por el distrito N.º 35, correspondiente a las comunas de Placilla, Nancagua, Chépica, Santa Cruz, Lolol, Pumanque, Palmilla, Peralillo, Pichilemu, Navidad, Litueche, La Estrella, Marchigüe y Paredones, VI Región del Libertador General Bernardo O'Higgins, para el período 2002-2006 siendo reelegido en 2005 para el período 2006-2010.

## Biografía
Es hijo de César Barros Luther y María Teresa Montero Schmidt, fue sobrino nieto, por lado materno, del presidente de Chile 1931-1932, Juan Esteban Montero. Dentro de sus hermanos está el agrónomo y empresario César Barros Montero.
Realizó sus estudios secundarios en el Colegio del Verbo Divino. Ingresó a la Pontificia Universidad Católica de Chile titulándose en agronomía.
Está casado con Carmen Arteaga Echeverría y tienen seis hijos: José Ramón, Santiago, María Ignacia, María Isidora, Carmen y Francisca.

### Carrera política
En 2001 es electo Diputado de Chile por el Distrito Nº35, correspondiente a las comunas de Placilla, Nancagua, Chépica, Santa Cruz, Lolol, Pumanque, Palmilla, Peralillo, Pichilemu, Navidad, Litueche, La Estrella, Marchigüe y Paredones, VI Región del Libertador General Bernardo O'Higgins, para el período 2002-2006 siendo reelegido para los períodos 2006-2010, 2010-2014 y 2014-2018.
El 17 de agosto de 2016 renunció a su militancia en la UDI. A pesar de ello, y aunque había señalado que no volvería a ser candidato al Congreso, representó al partido en la elección parlamentaria por el distrito 16, resultando electo para el período 2018-2022.

## Historial electoral

### Elecciones parlamentarias de 1997
- Elecciones parlamentarias de 1997 a Diputado por el distrito 35 (Chépica, La Estrella, Litueche, Marchigüe, Nancagua, Navidad, Palmilla, Paredones, Peralillo (Chile), Pichilemu, Pumanque y Santa Cruz) .[4]

### Elecciones parlamentarias de 2001
- Elecciones parlamentarias de 2001 a Diputado por el distrito 35 (Chépica, La Estrella, Litueche, Marchigüe, Nancagua, Navidad, Palmilla, Paredones, Peralillo (Chile), Pichilemu, Pumanque y Santa Cruz)[5]

### Elecciones parlamentarias de 2005
- Elecciones parlamentarias de 2005 a Diputado por el distrito 35 (Chépica, La Estrella, Litueche, Lolol, Marchigüe, Nancagua, Navidad, Palmilla, Paredones, Peralillo, Pichilemu, Placilla, Pumanque y Santa Cruz)[6]

### Elecciones parlamentarias de 2009
- Elecciones parlamentarias de 2009 a Diputado por el distrito 35 (Chépica, La Estrella, Litueche, Lolol, Marchigüe, Nancagua, Navidad, Palmilla, Paredones, Peralillo, Pichilemu, Placilla, Pumanque y Santa Cruz)[7]

### Elecciones parlamentarias de 2013
- Elecciones parlamentarias de 2013, para el Distrito 35, Chépica, La Estrella, Litueche, Lolol, Marchigüe, Nancagua, Navidad, Palmilla, Paredones, Peralillo, Pichilemu, Placilla, Pumanque y Santa Cruz[8]

### Elecciones parlamentarias de 2017
- Elecciones parlamentarias de 2017 a Diputados por el distrito 16 (Chimbarongo, Las Cabras, Peumo, Pichidegua, San Fernando, San Vicente, Chépica, La Estrella, Litueche, Lolol, Marchigüe, Nancagua, Navidad, Palmilla, Paredones, Peralillo, Pichilemu, Placilla, Pumanque y Santa Cruz)[9]

### Elecciones parlamentarias de 2021
- Elecciones parlamentarias de 2021 para senador por la 8° Circunscripción, Región de O'Higgins.[10]